# 의정부신곡초등학교 축구부
의정부신곡초등학교 축구부(Uijeongbu Singok Elementary School Football Club)는  경기도 의정부시에 있는 축구 선수단이다. 의정부신곡초등학교가 운영하는 U-12 축구 선수단이며, 1998년에 창단되었다. 현재는 '의정부 신곡 사커 스포츠 클럽'라는 명칭의 클럽팀으로 전환하여 활동중이다.

## 시즌별 성적
| 시즌 | 대회                        | 참가팀 | 경기 | 승 | 무 | 패 | 득 | 실 | 차 | 승점 | 순위 |
| ---- | --------------------------- | ------ | ---- | -- | -- | -- | -- | -- | -- | ---- | ---- |
| 2000 | 금석배 전국초등학생축구대회 | 58     | 4    | 2  | 1  | 1  | 5  | 4  | -1 |      | 8강  |

## 참고 문헌
- “KFA 통합경기정보 시스템”. 대한축구협회.

## 같이 보기
- 의정부신곡초등학교